# 松井友飛
松井 友飛（まつい ともたか、1999年10月11日 - ）は、石川県鳳珠郡穴水町出身のプロ野球選手（投手）。右投右打。東北楽天ゴールデンイーグルス所属。

## 来歴

### プロ入り前
穴水町立穴水小学校では穴水学童野球クラブに所属し、穴水町立穴水中学校では軟式野球部に所属。
石川県立穴水高等学校に進学後、部員が9人に満たない時期もあり、公式戦では1勝も挙げることなく3年間を終えた。
金沢学院大学進学後、五島裕二、長谷川潤コーチらの指導でフォームを改良。1年秋から先発の柱として、リーグ戦に登板し、1年秋に最優秀防御率、ベストナイン、2年春に最優秀投手、2季連続ベストナインに選ばれた。2年秋には第50回明治神宮野球大会に19年ぶりに出場に貢献。九州産業大学との初戦は先発として、福森耀真と投げ合うも2回途中4失点で降板。打線の援護もあり、北陸大学連盟として34年ぶりの勝利を挙げた。続く2回戦の野口智哉ら擁する関西大学では森翔平と投げ合い、敗れはしたが、5回6奪三振2失点と好投した。野球部の同期には長谷川威展がいる。
2021年10月11日に行われたプロ野球ドラフト会議で東北楽天ゴールデンイーグルスから5位指名を受け、契約金3500万円、年俸700万円（金額は推定）という条件で入団した。背番号は45。

### 楽天時代
2022年は、7月8日の対埼玉西武ライオンズ戦（楽天生命パーク）で一軍初登板・初先発を果たしたが、4回4失点で勝ち負けつかずという結果に終わった。一軍登板はその1試合のみだったが、二軍では15試合の登板で6勝1敗防御率1.17の成績を記録して9・10月度のファーム月間MVPを受賞した。10月8日に行われたファーム日本選手権では先発登板をして6回2失点の好投を見せ、勝利投手となり優秀選手賞に選出された。
2023年は春季キャンプでは一軍入りだったが開幕を二軍で迎えた。5月4日に一軍登録され、同日の千葉ロッテマリーンズ戦で初先発し5回を無失点に抑えプロ入り初勝利を挙げた。
2024年、初先発した6月1日の対東京ヤクルトスワローズ戦（楽天モバイル）で初勝利を挙げるも、7月10日の対ロッテ戦（ZOZOマリンスタジアム）では1死も取れず8失点で降板するなど好不調の波が激しく先発ローテーション定着には至らなかった。

## 詳細情報

### 年度別投手成績
| 年 度     | 球 団     | 登 板 | 先 発 | 完 投 | 完 封 | 無 四 球 | 勝 利 | 敗 戦 | セ 丨 ブ | ホ 丨 ル ド | 勝 率 | 打 者 | 投 球 回 | 被 安 打 | 被 本 塁 打 | 与 四 球 | 敬 遠 | 与 死 球 | 奪 三 振 | 暴 投 | ボ 丨 ク | 失 点 | 自 責 点 | 防 御 率 | W H I P |
| --------- | --------- | ----- | ----- | ----- | ----- | -------- | ----- | ----- | -------- | ----------- | ----- | ----- | -------- | -------- | ----------- | -------- | ----- | -------- | -------- | ----- | -------- | ----- | -------- | -------- | ------- |
| 2022      | 楽天      | 1     | 1     | 0     | 0     | 0        | 0     | 0     | 0        | 0           | ----  | 19    | 4.0      | 6        | 1           | 2        | 0     | 0        | 3        | 0     | 0        | 4     | 4        | 9.00     | 2.00    |
| 2023      | 楽天      | 6     | 3     | 0     | 0     | 0        | 1     | 2     | 0        | 0           | .333  | 78    | 18.2     | 15       | 0           | 8        | 1     | 0        | 13       | 1     | 0        | 9     | 8        | 3.86     | 1.23    |
| 2024      | 楽天      | 7     | 3     | 0     | 0     | 0        | 1     | 1     | 0        | 0           | .500  | 109   | 22.2     | 30       | 1           | 14       | 0     | 0        | 10       | 1     | 0        | 18    | 17       | 6.75     | 1.94    |
| 通算：3年 | 通算：3年 | 14    | 7     | 0     | 0     | 0        | 2     | 3     | 0        | 0           | .400  | 206   | 45.1     | 51       | 2           | 24       | 1     | 0        | 26       | 2     | 0        | 31    | 29       | 5.76     | 1.65    |

- 2024年度シーズン終了時

### 年度別守備成績
| 年 度 | 球 団 | 投手  | 投手  | 投手  | 投手  | 投手  | 投手     |
| 年 度 | 球 団 | 試 合 | 刺 殺 | 補 殺 | 失 策 | 併 殺 | 守 備 率 |
| ----- | ----- | ----- | ----- | ----- | ----- | ----- | -------- |
| 2022  | 楽天  | 1     | 0     | 1     | 0     | 0     | 1.000    |
| 2023  | 楽天  | 6     | 0     | 1     | 0     | 0     | 1.000    |
| 2024  | 楽天  | 7     | 1     | 2     | 0     | 1     | 1.000    |
| 通算  | 通算  | 14    | 1     | 4     | 0     | 1     | 1.000    |

- 2024年度シーズン終了時

### 記録
初記録
投手記録
- 初登板・初先発登板：2022年7月8日、対埼玉西武ライオンズ12回戦（楽天生命パーク宮城）、4回4失点で勝敗つかず
- 初奪三振：同上、1回表に平沼翔太から空振り三振
- 初勝利・初先発勝利：2023年5月4日、対千葉ロッテマリーンズ5回戦（楽天モバイルパーク宮城）、5回無失点[15]
- 初ホールド：2025年4月5日、対千葉ロッテマリーンズ2回戦（ZOZOマリンスタジアム）、3回裏に2番手で救援登板、2回無失点

打撃記録
- 初打席：2025年6月21日、対広島東洋カープ2回戦（MAZDA Zoom-Zoom スタジアム広島）、4回表に床田寛樹からバント三振[16]

### 背番号
- 45（2022年 - ）